# Greatest Hits (Morrissey)
Greatest Hits är ett samlingsalbum av den engelska artisten Morrissey, utgivet 2008. Albumet innehåller två nya låtar, singeln "That's How People Grow Up" och "All You Need Is Me".

## Låtlista
1. "First of the Gang to Die" (Morrissey, Alain Whyte) (från You Are the Quarry)
2. "In the Future When All's Well" (Morrissey, Jesse Tobias) (från Ringleader of the Tormentors)
3. "I Just Want to See the Boy Happy" (Morrissey, Tobias) (från Ringleader of the Tormentors)
4. "Irish Blood, English Heart" (Morrissey, Whyte) (från You Are the Quarry)
5. "You Have Killed Me" (Morrissey, Tobias) (från Ringleader of the Tormentors)
6. "That's How People Grow Up" (Morrissey, Boz Boorer) (tidigare outgiven)
7. "Everyday Is Like Sunday" (Morrissey, Stephen Street) (från Viva Hate)
8. "Redondo Beach" (Patti Smith, Lenny Kaye, Richard Sohl) (från Live at Earls Court)
9. "Suedehead" (Morrissey, Street) (från Viva Hate)
10. "The Youngest Was the Most Loved" (Morrissey, Tobias) (från Ringleader of the Tormentors)
11. "The Last of the Famous International Playboys" (Morrissey, Street) (från Bona Drag)
12. "The More You Ignore Me, The Closer I Get" (Morrissey, Boz Boorer) (från Vauxhall and I)
13. "All You Need Is Me" (Morrissey, Tobias) (tidigare outgiven)
14. "Let Me Kiss You" (Morrissey, Whyte) (från You Are the Quarry)
15. "I Have Forgiven Jesus" (Morrissey, Whyte) (från You Are the Quarry)

### Bonus live CD
Den extra bonus CD:n som kommer att finnas på en limiterad utgåva av albumet spelades in på Hollywood Bowl under år 2007:
1. "The Last of the Famous International Playboys" (Morrissey, Street)
2. "The National Front Disco" (Morrissey, Whyte)
3. "Let Me Kiss You" (Morrissey, Whyte)
4. "Irish Blood, English Heart" (Morrissey, Whyte)
5. "I Will See You In Far-Off Places" (Morrissey, Whyte)
6. "First of the Gang to Die" (Morrissey, Whyte)
7. "I Just Want to See the Boy Happy" (Morrissey, Tobias)
8. "Life Is a Pigsty" (Morrissey, Whyte)